# La Marineda
La Marineda és una casa eclèctica de Calella de Palafrugell, al municipi de Palafrugell (Baix Empordà) protegida com a Bé Cultural d'Interès Local.

## Descripció
La finca de la Marineda consta d'edificis de grans dimensions, voltats de bosc i jardí. Es troba limitada pel traç del camí de ronda. La casa principal és de planta quadrada i té tres plantes. La teulada és a quatre vessants. Al nord trobem una torre quadrada de quatre plantes i coberta piramidal. L'entrada està orientada a migdia i és precedida per un pòrtic cobert. A llevant hi ha un cos adossat d'una planta amb terrassa a sobre que té una glorieta d'obra. A la darrera planta hi ha una galeria d'arquets correguts sobre columnetes. Les façanes són estucades i emblanquinades, amb decoració de ceràmica vidriada verda en els remats.
L'interior presenta amplies estances i gran espai d'escala. El jardí presenta afloraments rocosos i integra vegetació natural del lloc, a més de zones enjardinades.

## Història
Creada per a residència d'estiueig de la família Barris, importants industrials del suro de Palafrugell. Joan Verges i Barris fou alcalde de la vila i destacat poeta. La finca passà posteriorment a mans de la família Martí de Barcelona que remodelà el jardí segons projecte de J. Mirambell i ha construït més edificis.